# Saison 1 de Winx Club
Chronologie
Saison 2
La première saison de la série d'animation Winx Club est diffusée du 28 janvier au 26 mars 2004 et comprend 26 épisodes. La série est conçue par Iginio Straffi, qui est également producteur et réalisateur de la série.
La saison commence avec Bloom, une jeune fille terrienne de 16 ans qui découvre qu'elle a des pouvoirs magiques, alors qu'elle s'inscrit à l'école d'Alféa pour les fées avec sa meilleure amie la princesse Stella, une fée de 17 ans dotée d’un sceptre magique très convoité, elles font alors la connaissance de leurs colocataires Flora, Musa et Tecna. Ensemble, elles forment le Winx Club. Au cours de leurs aventures, elles deviennent de bonnes amies et font la connaissance de garçons de l'école Fontaine Rouge, mais elles rencontrent aussi leurs adversaires, notamment un trio de jeunes sorcières appelées les Trix.

## Production
Le dessinateur de bandes dessinées Iginio Straffi eut l'idée du Winx Club au milieu des années 1990, lorsqu'il remarque que les dessins animés d'action sont généralement centrés sur des héros masculins. En 2000, il développe un court épisode pilote pour la série, alors intitulée Magic Bloom. Cette animation reprend de nombreux éléments qui apparaîtront plus tard dans la série, tels que les cinq membres originaux des Winx et les Trix, mais les personnages sont plus jeunes et leurs tenues ne sont pas inspirées des tendances de la mode. Le pilote obtient le soutien de la RAI mais Straffi n'est pas satisfait du produit final. Il décide d'abandonner l'animation et de retravailler en profondeur le concept, malgré un investissement financier de plus de 100 000 euros dans le pilote achevé.
La production de la série modernisée est commencée en 2002, et Rainbow estime que les épisodes sont prêts à être diffusés à l'automne 2003,. Lors du MIPCOM d'octobre 2003, la société de production présente le premier épisode de la série à des entreprises internationales. La première saison est diffusée en première mondiale sur la chaîne italienne Rai 2 le 28 janvier 2004.

## Épisodes
| № | #  | Titre                                              | Première diffusion | Première diffusion | Code de prod. |
| № | #  | Titre                                              | Italie             | France             | Code de prod. |
| --- | -- | -------------------------------------------------- | ------------------ | ------------------ | ------------- |
| 1 | 1  | Les pouvoirs de Bloom Una fata a Gardenia          | 28 janvier 2004    | N/A                | 101           |
| Bloom, une adolescente sans histoire de 16 ans, découvre qu'elle a des pouvoirs magiques... Comment va-t-elle réussir à convaincre ses parents de la laisser aller à l'université d'Alféa ?                      |    |                                                    |                    |                    |               |
| 2 | 2  | Bienvenue à Magix Benvenuti a Magix!               | 30 janvier 2004    | N/A                | 102           |
| Après son admission à Alféa, Bloom se retrouve dans la même chambre que quatre autres apprenties fées: Stella, Flora, Musa et Tecna. Les jeunes filles se baptisent les Winx.                                    |    |                                                    |                    |                    |               |
| 3 | 3  | Alféa, l'université des fées L'anello di Stella    | 2 février 2004     | N/A                | 103           |
| Alféa organise une grande fête en l'honneur des nouveaux élèves et des garçons de Fontaine Rouge. Ce joyeux moment est perturbé par une attaque soudaine des sorcières...                                        |    |                                                    |                    |                    |               |
| 4 | 4  | La voix de la nature La palude di Melmamora        | 4 février 2004     | N/A                | 104           |
| L'entraînement des futures fées dans le mystérieux marais de la Tortue Noire est interrompu par un atterrissage d'urgence des Spécialistes...                                                                    |    |                                                    |                    |                    |               |
| 5 | 5  | La rançon Appuntamento al buio                     | 6 février 2004     | N/A                | 105           |
| Stella reçoit une invitation du Prince Sky. Ce rendez-vous n'est en fait qu'un piège des trois sorcières pour la kidnapper...                                                                                    |    |                                                    |                    |                    |               |
| 6 | 6  | Les Winx passent à l'action Missione a Torrenuvola | 9 février 2004     | N/A                | 106           |
| Défiant à nouveau les trois sorcières, les Winx réussissent à s'échapper mais elles tombent accidentellement dans une crypte...                                                                                  |    |                                                    |                    |                    |               |
| 7 | 7  | La Tour Nuage A che servono gli amici?             | 11 février 2004    | N/A                | 107           |
| Faragonda, la directrice d'Alféa, punit les fées d'être allées à la Tour Nuage en leur faisant nettoyer l'école sans pouvoirs...                                                                                 |    |                                                    |                    |                    |               |
| 8 | 8  | L'accident de Riven La festa della rosa            | 13 février 2004    | N/A                | 108           |
| Pour briser l'amitié entre les Spécialistes et les fées, les sorcières élaborent un plan diabolique: elles s'arrangent pour que Bloom soit responsable de l'accident de Riven.                                   |    |                                                    |                    |                    |               |
| 9 | 9  | La trahison de Riven Il tradimento di Riven        | 16 février 2004    | N/A                | 109           |
| Musa, qui vient de se disputer avec Stella, est attaquée par les sorcières. Bloom va à son secours et sauve son amie en dégageant une énergie similaire à la force du dragon...                                  |    |                                                    |                    |                    |               |
| 10 | 10 | Voyage virtuel La Fiamma del Drago                 | 18 février 2004    | N/A                | 110           |
| Pendant la période des examens, Darcy aide Bloom à s'entraîner. Malgré les difficultés, Bloom parvient à gagner tous les combats !                                                                               |    |                                                    |                    |                    |               |
| 11 | 11 | Les mystérieux marécages Il regno delle ninfee     | 20 février 2004    | N/A                | 111           |
| Pour l'épreuve de potion, Flora va chercher une fleur rare dans le marais de la Tortue Noire. Les Winx s'aventurent ensemble dans le marécage, et doivent déjouer toutes sortes de pièges.                       |    |                                                    |                    |                    |               |
| 12 | 12 | Miss Magix                                         | 23 février 2004    | N/A                | 112           |
| Tout le monde est toujours très occupé à préparer les examens sauf Stella, qui préfère braver les sorcières à Miss Magix, un concours de beauté.                                                                 |    |                                                    |                    |                    |               |
| 13 | 13 | Le grand secret La figlia del fuoco                | 25 février 2004    | N/A                | 113           |
| Bloom retourne à Gardénia pour rendre visite à ses parents. Ils lui révèlent alors le grand secret de son passé. Bouleversée par cette nouvelle, elle met tout en oeuvre pour éclaircir ses origines.            |    |                                                    |                    |                    |               |
| 14 | 14 | Le secret de Bloom Il segreto di Bloom             | 27 février 2004    | N/A                | 114           |
| Bloom, Tecna, Timmy et Brandon rejoignent la « Crypte » pour connaître les origines de Bloom. A leur grand étonnement, ils apprennent que Bloom serait une sorcière !                                            |    |                                                    |                    |                    |               |
| 15 | 15 | Les voix du passé Voci dal passato                 | 1er mars 2004      | N/A                | 115           |
| Bloom bouscule le professeur Wizgiz, qui fait tomber accidentellement une enveloppe cachetée: le QCM pour le test du lendemain ! Les Winx vont-elles résister à la tentation ?                                   |    |                                                    |                    |                    |               |
| 16 | 16 | Le cauchemar Il nemico nell'ombra                  | 3 mars 2004        | N/A                | 116           |
| Pour obtenir la force du Dragon, les Trix jettent un sort: un monstre prend possession des pouvoirs des Winx, devenant ainsi très puissant. Comment les Winx vont-elles le vaincre sans leurs pouvoirs ?         |    |                                                    |                    |                    |               |
| 17 | 17 | Le secret de Brandon Il segreto di Brandon         | 5 mars 2004        | N/A                | 117           |
| Bloom découvre par hasard les secrets que cache Brandon: il ne serait pas un simple écuyer et il aurait une fiancée, la princesse Diaspro.                                                                       |    |                                                    |                    |                    |               |
| 18 | 18 | Adieu Alféa Addio Magix                            | 8 mars 2004        | N/A                | 118           |
| Les Trix attaquent Bloom pour lui prendre ses pouvoirs. Elles se révèlent alors être les vieilles sorcières qui ont détruit le monde de Domino. Bloom serait-elle la dernière fée du pays des fées ?             |    |                                                    |                    |                    |               |
| 19 | 19 | La chute de Magix Attacco ad Alfea                 | 10 mars 2004       | N/A                | 119           |
| Les Trix prennent possession de la Tour Nuage et y emprisonnent tous ceux qui ne les ont pas soutenus dans leurs plans démoniaque pour conquérir Magix. Que peuvent faire les Winx pour sauver Magix ?           |    |                                                    |                    |                    |               |
| 20 | 20 | Mission sur Domino La scomparsa di Bloom           | 12 mars 2004       | N/A                | 120           |
| Faragonda accepte finalement de laisser Bloom et ses amies explorer le monde détruit de Domino à la recherche de la force du feu du dragon qui pourrait sauver Magix... Mais gare à la féroce Icy !              |    |                                                    |                    |                    |               |
| 21 | 21 | La couronne de Domino Trappola di ghiaccio         | 15 mars 2004       | N/A                | 121           |
| Les Winx atteignent les ruines de l'ancien palais royal de Domino. Bloom y trouve une couronne et ses souvenirs lui reviennent. Mais il faut contrer les attaques de la sorcière Icy !                           |    |                                                    |                    |                    |               |
| 22 | 22 | Le retour de Riven Il ritorno di Riven             | 17 mars 2004       | N/A                | 122           |
| Les fées d'Alféa avec Riven, les Spécialistes de Fontaines Rouge et leurs professeurs se préparent à un combat de revanche ! Par groupes, ils essayent d'entrer dans la Tour Nuage.                              |    |                                                    |                    |                    |               |
| 23 | 23 | La grande évasion Fuga da Torrenuvola              | 19 mars 2004       | N/A                | 123           |
| Toutes les fées s'unissent à la Tour Nuage pour vaincre les 3 sorcières. Cependant, au moment où Bloom est sur le point de récupérer la force du feu du dragon comme une flamme incandescente, Icy l'en empêche. |    |                                                    |                    |                    |               |
| 24 | 24 | L'offensive des Trix Il mistero del lago           | 22 mars 2004       | N/A                | 124           |
| Le siège des sorcières détruit Alféa et toute résistance est vaine. Les sorcières sont sur le point de conquérir la totalité de Magix... Bloom guidée par la voix de Daphné pourra-t-elle sauver Magix ?         |    |                                                    |                    |                    |               |
| 25 | 25 | L'ultime défi Il sonno di Magix                    | 24 mars 2004       | N/A                | 125           |
| Les sorcières souffrent de leurs différentes défaites. Icy met Bloom au défi: une bataille décidera qui est la meilleure gardienne de la force du feu du Dragon.                                                 |    |                                                    |                    |                    |               |
| 26 | 26 | La bataille finale Battaglia finale                | 26 mars 2004       | N/A                | 126           |
| Contre toute attente, la bataille finale révèle la victoire de Bloom. La directrice décrète alors que toutes les fées et sorcières ont réussi leur année sans passer les évaluations finales !                   |    |                                                    |                    |                    |               |